# Gilberto García
Gilberto García Olarte – noto come Alcatraz – (Santa Marta, 27 gennaio 1987) è un ex calciatore colombiano, di ruolo centrocampista.

## Palmarès

### Club

#### Competizioni nazionali
- Campionato colombiano: 1

Atlético Nacional: 2015-II
- Copa Colombia: 1

Atlético Nacional: 2016
- Súper Liga: 1

Atlético Nacional: 2016

#### Competizioni internazionali
- Coppa Libertadores: 1

Atlético Nacional: 2016